# Ievgueni Baratynski
Ievgueni Abramovitch Baratynski (en russe : Евге́ний Абра́мович Бараты́нский ou Бораты́нский, parfois francisé en Eugène Baratynski), né à Mara, dans le gouvernement de Tambov, le 2 mars 1800, mort à Naples d'une crise cardiaque le 11 juillet 1844) est un poète de l'Âge d'or de la poésie russe. Il fut un maître de la poésie philosophique dite « poésie métaphysique » avant Tiouttchev, Mandelstam et Zabolotski, à l'époque de Pouchkine et de Gogol.

## Biographie
Bien qu'issu d'une famille de nobles, Eugène Baratynski vit ses premières années dans une famille peu fortunée. Son père, général à la retraite, meurt en 1810. Il intègre en 1812 le corps des pages ou des cadets de Saint-Pétersbourg. Sous l'influence des Brigands de Schiller, il fonde avec ses camarades une Société des vengeurs qui commet des frasques diverses. Mais pour une simple peccadille de jeunesse, portée à la connaissance du tsar, il est rapidement exclu de ce corps en 1816, avec défense de servir autrement qu'à l'armée et comme simple soldat.
Ces anodines facéties d'un jeune soldat marqueront sa vie. Victime de troubles nerveux, il passe trois ans à Mara (Gouvernement de Tambov) et dans le domaine de son oncle à Smolensk. Puis à Moscou, il se lie ensuite à Pouchkine, Anton Delvig et Küchelbecker en 1818.
Il faisait partie, en 1819, des chasseurs de la garde, quand, sans même l'en prévenir, Delwig publia quelques-uns de ses vers. C'était un produit de ce byronisme spécifiquement russe, mêlé de sentimentalisme anglo-français, que Joukovski avait introduit et Pouchkine adopté dans ses premières créations ; un byronisme rêveur, désenchanté et mélancolique. Le régime imposé au pays par Araktchéiev favorisait le développement de cette forme d'inspiration, à laquelle Lermontov devait donner une plénitude et une puissance si grandes.
Entre 1820 et 1825, il est sous-officier dans une lointaine garnison de Finlande. Cette période est pour lui celle d'un exil douloureusement ressenti, mais il découvre les beautés des paysages de Finlande, et continue à écrire.
Baratinski fut sacré grand poète avant de devenir officier, ce qui ne lui arriva qu'en 1825, après qu'il eut tenu longtemps garnison en Finlande, où il composa son poème « Eda » (Эда), dont une Finlandaise est l'héroïne. Il devait conserver toujours l'impression des sévères paysages, qui l'inspirèrent dans cette œuvre.
Deux autres poèmes dans le genre épique, « Le Bal » (Бал) et « La Tsigane » (Цыганка), portent la date de Moscou, où l'auteur put se retirer en 1827, après son mariage en 1826. Le poète abandonne l'armée pour ne plus se consacrer qu'à la littérature. 
Il eut la joie de passer l'hiver de 1843-1844 à Paris, dans l'intimité de Vigny, Sainte-Beuve, Nodier, Mérimée, Lamartine, Guizot, Augustin Thierry, et enfin de voir l'Italie : un rêve caressé depuis l'enfance. 
À ce moment il composait peu et exclusivement dans le genre lyrique. Sur la route de Naples, il écrivit « Le Bateau à vapeur », une de ses dernières poésies et la plus belle peut-être, et mourut au bord du golfe célèbre d'une crise cardiaque, comme en réalisant le dicton populaire, à 44 ans.

## Œuvre

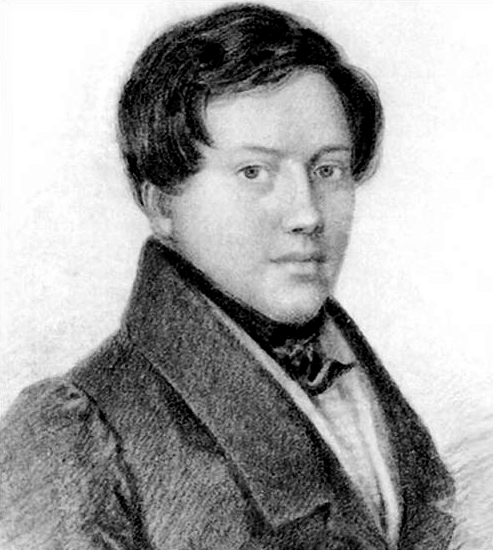
Ievgueni Baratynski, 1926

Il fut le plus important poète du cercle pouchkinien, le plus philosophe de la pléiade pouchkinienne. Dans sa jeunesse, il était assez proche des idées décembristes, par son idéal de liberté spirituelle et l'indépendance de sa personnalité. Baratynski est célèbre pour ses élégies, et aussi pour de brèves épîtres lyriques, mais encore pour quelques longs poèmes romantiques. Entre André Chénier et Alfred de Vigny, s'il fallait le comparer à des poètes français, sa poésie est essentiellement d'inspiration et de conception philosophique, nourrie d'une pensée dont le pessimisme s'accroît avec le poids des années. On ne sera pas surpris d'apprendre qu'il fut également l'un des traducteurs russes du philosophe du pessimisme allemand, Arthur Schopenhauer.
Le thème de la mort et celui de l'irrémédiable fuite du Temps s'ajoutent au sentiment tragique de la solitude du poète et du penseur, face au monde industriel de la société du XIXe siècle. Sa place demeure celle d'un maudit. Baratynski laisse quelques tableaux de mœurs dont la vigueur réaliste effraya plus d'un de ses contemporains. Pétri de culture classique, féru de langues étrangères, il inventa un nouveau style, volontairement difficile à la syntaxe complexe, qui resta totalement incompris de ses contemporains et servit plus tard de source aux symbolistes russes et à Fiodor Tiouttchev. Il fut en son temps le poète de quelques-uns, des poètes surtout. Selon Katia Granoff, il était resté étranger à l'inspiration politique et nationale. Pour Emmanuel Rais et Jacques Robert, ce poète philosophe est d'une très sèche concision qui rappelle celle des poètes latins de la grande époque ; détaché, abstrait, assez peu accessible, en raison de son peu de « beauté », de la complexité de sa pensée, de la densité de son style. Il excelle surtout dans l'expression des idées. Homme d'une grande expérience intérieure, il adopte des conclusions pleines de scepticisme, voire désespérées. Et, en cela, on peut le comparer à Giacomo Leopardi. 
Alexandre Pouchkine le porta aux nues, l'homme comme le poète, pour ses élégies ainsi que pour ses récits en vers comme Eda et Les Fêtes. D'autres, comme Anna Akhmatova ou Ossip Mandelstam, revendiquèrent non seulement son influence sur la poésie russe du XIXe siècle, mais encore bien au-delà, sur la modernité russe du XXe siècle. En 1932, Mandelstam écrit ce spirituel quatrain à propos du poète : « Les semelles de Baratynski/agacent la cendre des siècles./Les nuages qui s'amoncellent/sont chez lui sans couture. »
Joseph Brodsky aussi souligna son importance dans la douloureuse sensation de séparation entre le fils de la nature qu'est le poète et l'homme de la société industrielle, comme l'avait déjà annoncé à son époque Sergueï Essénine dans La Confession d'un Voyou, en 1921.  
Le recueil de poèmes le plus révélateur et le plus profond du poète demeure un court volume : Le Crépuscule (1842), paru peu avant sa mort. Il recèle des poèmes des années 1835-1841 et qui sont consacrés au thème du déclin de l'art dans le monde moderne. « Ses visions anti-utopiques d'une ère technique et industrielle sont tout simplement modernes », signale Ilma Rakusa dans son article consacré au poète.
Sa poésie toute empreinte d'une grande modestie, face au lecteur à venir, se révèle par la fluidité de ses vers, un art soigné du paysage lyrique, ainsi que par la richesse flamboyante de ses images et la vaste ampleur du style méditatif. Il a écrit ce poème, repris par Ossip Mandelstam dans son célèbre article : De l'interlocuteur, où Mandelstam avoue être « le destinataire secret » de ce poème, comme une bouteille cachetée qui renferme le nom et le récit d'une aventure humaine. Subtile interrogation reprise par Paul Celan qui voit la poésie comme un dialogue : « chemin d'une voix en route vers un Toi qui l'écoute ». C'est dire « l'inactualité » de Baratynski. 

« Sourde est ma voix, et pauvres sont mes dons

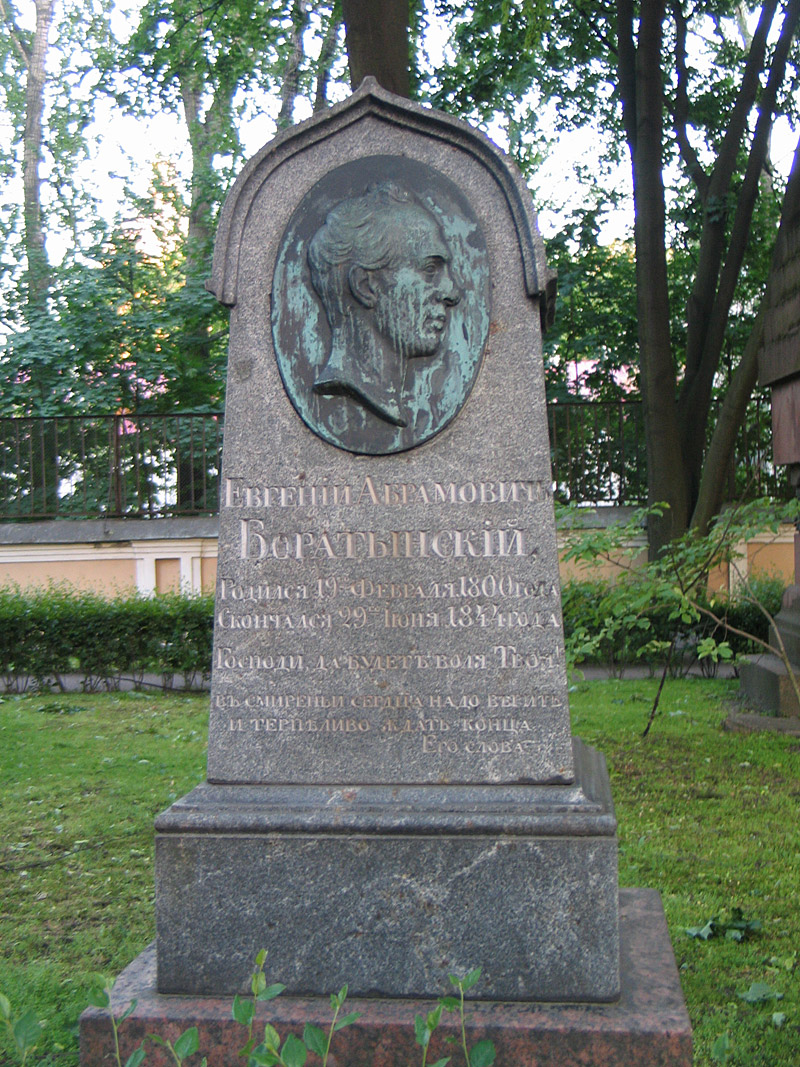
Tombe de Baratynski au Monastère Alexandre-Nevski.

Mais vivant suis, et sur cette terre mon

Être sera à quelqu'un agréable ;

Or le trouvera ce lointain rejeton

Dans mes vers. Qui sait, si cette âme mienne

À son âme, ne tombera accordée ;

Si l'ami en ce siècle ai trouvé,

Un lecteur trouverai dans la postérité. »

— Ossip Mandelstam, De la poésie.

### Liste des œuvres
- La Finlande (1820)
- Les Fêtes (1820)
- Élégie (1821)
- À Delvig (1821)
- La Vérité (1823)
- Aveu (1823)
- Eda (1824-1825)
- Le Bal (1825-1828)
- L'Amante, avec une préface d'inspiration schellingienne (1831)
- La Bague, prose (1832)
- Anticritique, essai (1832)
- Le Crépuscule (1842)

### Traductions en langue française
- Poésie russe, Anthologie du XVIIIe au XXe siècle, présentée par Efim Etkind, La Découverte/Maspero, Paris, 1983  (ISBN 2-7071-1325-5), « L'Âge d'or de la poésie russe », p. 95-103 (édition de référence)
- Elsa Triolet, La poésie russe, édition bilingue, Seghers, Paris, 1965, p. 104-107.
- Poèmes par Evgueni Abramovitch Baratynski & Fedor Ivanovitch Tiouttchev, traduction de Igor Astrow, édition du Tricorne, 1988

## Sources
- Kazimierz Waliszewski, Littérature russe, Paris, A. Colin, 1900